# Морозов, Александр Семёнович
Александр Семёнович Морозов (1926—1991) — старший сержант Рабоче-крестьянской Красной Армии, участник Великой Отечественной войны, Герой Советского Союза (1945), лишён звания в 1950 году.

## Биография
Александр Морозов родился в 1926 году в деревне Торопово (ныне — Ленинск-Кузнецкий район Кемеровской области). 1 июля 1944 года он был призван на службу в Рабоче-крестьянскую Красную Армию Ленинским районным военным комиссариатом города Ленинск-Кузнецкий Новосибирской области. С 22 июля 1944 года — на фронтах Великой Отечественной войны, был сначала стрелком, потом помощником командира взвода 383-й отдельной разведывательной роты 264-й стрелковой дивизии.
11 февраля 1945 года, выполняя задание по захвату «языка», Морозов уничтожил 11 вражеских солдат, забросал гранатами два ручных пулемёта и взял в плен 6 немцев. Всего к февралю 1945 года Морозов лично уничтожил 40 вражеских солдат и офицеров, 16 взял в плен, уничтожил 5 станковых и ручных пулемётов. За отличие в этом бою Морозов был награждён орденом Красного Знамени.
Отличился во время боёв в Восточной Пруссии. Морозов неоднократно выполнял различные задания по захвату пленных и документов противника. Так, 17 февраля 1945 года Морозов вместе с разведгруппой уничтожил 50 немецких солдат и офицеров и 18 взял в плен. 18 марта 1945 года Морозов участвовал в захвате самоходной пушки. 21 марта 1945 года в бою он захватил два орудия, доставив их в расположение своего подразделения. Всего же к моменту представления его к званию Героя Советского Союза, на боевом счету Морозова были 5 захваченных полевых орудий, 70 солдат и 2 офицера пленных.
Указом Президиума Верховного Совета СССР от 31 мая 1945 года красноармеец Александр Морозов был удостоен высокого звания Героя Советского Союза с вручением ордена Ленина и медали «Золотая Звезда».
После окончания войны Морозов продолжил службу в Советской Армии. в 1947 году старший сержант Александр Морозов был писарем-каптенариусом 33-й отдельной роты химзащиты, дислоцировавшейся на станции Житковичи Гомельской области Белорусской ССР. С апреля 1948 года служил в 10-й отдельной гвардейской стрелковой бригаде в Архангельске. По месту службы характеризовался отрицательно: систематически злоупотреблял алкоголем, отказывался выполнять приказы командиров, участвовал в драках с сослуживцами, оскорблял офицеров. В декабре 1948 года Морозов был арестован. Военный трибунал Архангельского военного округа приговорил его по совокупности статей 193-5 п. «а» («оскорбление насильственным действием подчинённым начальника»), 193-3 («оказание сопротивления лицу, исполняющему возложенные на него обязанности по военной службе»), 193-7 («самовольная отлучка») и 74 («хулиганские действия») УК РСФСР к 6 годам исправительно-трудовых лагерей.
Указом Президиума Верховного Совета СССР от 19 августа 1950 года Морозов был лишён звания Героя Советского Союза.
15 июня 1977 года Морозов вновь был осуждён. По словам родственников взял на себя вину брата.
После освобождения вернулся домой, работал на шахте имени Горького. Жил в городе Ленинск-Кузнецкий. Скончался 26 июля 1991 года. Похоронен на Десятом кладбище в городе Ленинск-Кузнецкий.